# Nukeiton
Nukeiton är en kulle i Mikronesiens federerade stater. Den ligger i kommunen Parem och delstaten Chuuk, i den västra delen av landet, 700 km väster om huvudstaden Palikir. Toppen på Nukeiton är 55 meter över havet.